# 工業社會
工業社會是以工業生產為經濟主導的社會，是繼農業社會或傳統社會之後的發展階段，主要以資本主義為發展手段。有時又稱為現代社會。
在社會學中，工業社會是一個由工業科技技術驅動的社會，以實現專業化大規模生產，支持具有高分工能力的大量人口。這樣的結構發展在工業革命之後，並取代了前工業時代。工業社會通常是群眾社會，經常形成對比傳統的、以血緣和地緣來互相連結的社會。十八世紀中，英國人瓦特改良了蒸汽機和紡織機。之後工業革命散播至西歐大陸，在一百多年內，更由歐陸蔓延到北美、東歐，乃至東亞各國，不久全世界的大都市都漸漸發展為發達的工商業社會，所謂工業社會（Industrial Society）也就於焉誕生。
工業社會使用外部能源，如化石燃料，來提高生產的速度和規模。食品的生產轉移到大型商業農場，工業產品，如聯合收割機和化石燃料肥，用於減少所需的人力，同時增加產量。不再需要生產的食品，剩餘勞動力被轉移到這些工廠，其中機械化被利用來進一步提高效率。隨著人口的增長，機械化進一步完善，往往達到自動化水平，許多工人轉向擴張服務業。工業社會使都市化趨勢漸進，部分原因在於工人可以更接近生產中心，增進了第二級產業的發展，同時服務業也可以為工人和從中獲利的人提供勞動力，以換取他們可以購買商品的生產利潤。這導致了都會帶和周邊郊區的崛起，經濟活動率也較以往增加。
一些學者，如乌尔里希·贝克、安東尼吉登斯和曼紐卡斯提爾斯認為，我們正處於從工業社會向後工業社會轉型或過渡的過程中。從農業組織轉變為工業組織的轉捩點是蒸汽動力的發明，使得人們有能力大規模生產並減少必要的農業工作。因此，許多工業城市都是圍繞河流建造的。被確定為向後現代或信息社會過渡的關鍵則是全球資訊系統。但也有學者對工業發展抱持著不樂見的態度，像西奧多爾·卡克欽斯基認為，工業化社會會導致心理上的痛苦，公民必須積極努力回歸更原始的社會。

## 参見
- 發達國家
- 農業社會
- 工業化
- 後工業社會
- 西方世界
- 工業革命
- 工業社會學